# Rue du Molinel
La rue du Molinel est une rue de Lille qui relie la rue de Tournai à la place Richebé, dans le quartier de Lille-Centre. Elle se situe sur l'itinéraire habituel des grandes manifestations.

## Toponymie
Le nom vient du patois de Lille ; « molinel » signifie en français « petit moulin » ou « moulinet ».
Ce moulin était placé contre la porte du Molinel construite au XIIIe siècle, démolie lors de l'agrandissement de la ville de 1603. Cette porte était située à l'angle de la rue de la Riviérette.

## Histoire
La partie la plus ancienne de la rue du Molinel est celle comprise entre la rue Pierre-Mauroy (anciennement rue de Paris) et la rue de la Riviérette.
Jusqu'en 1603, cette voie était l'amorce de la route de Béthune qui traversait le village de Wazemmes, actuellement rue Léon-Gambetta[réf. nécessaire].
Elle débouchait sur la porte du Molinel construite au XIIIe siècle avec le rempart entourant les paroisses de Saint-Maurice et de Saint-Sauveur.
La rue est prolongée au sud jusqu'à la place du Vieux-Marché-aux-Chevaux sous le nom de rue de Molinel lors du IVe agrandissement de Lille de 1603 qui entraîne la démolition de l'ancien rempart et de la porte du Molinel remplacée par la porte Notre-Dame située entre la place de Béthune et l'actuelle place Richebé. Cette extension du territoire de la ville ayant englobé une ferme, « la Cense des Coquelets », la courte rue dans le prolongement de la rue du Molinel jusqu'au nouveau rempart est nommée rue des Coquelets.
Des fouilles archéologiques effectuées en janvier-février 2023 ont mis au jour des caves et escaliers de maisons construites après l'agrandissement du début du XVIIe siècle en face de la place du Vieux Marché aux chevaux. Ces bâtiments détruits lors du siège de Lille de 1914 étaient situés au milieu de l'actuelle rue élargie au cours des années 1920. Le pont qui enjambait le canal des Hibernois a également été découvert. 
Au nord-est, la rue reliant la rue de l'Abbiette, actuelle rue de Tournai, à la rue des Augustins était la rue du Vieux-Marché-aux-Moutons. Celle-ci était prolongée par l'étroite rue du Dragon jusqu'à la rue des Malades (rue Pierre-Mauroy).
Les destructions du siège de Lille de 1914 amenèrent la ville à élargir ces rues lors de leur reconstruction au cours des années 1920 et à unifier l'ensemble en 1924 sous le nom de rue du Molinel.
En 1656, les Dominicaines dites « de la Mère de Dieu » y achetèrent une maison pour y installer leur communauté, mais celle-ci se révélant trop petite, elles en déménagèrent sept ans plus tard .
Les noms de plusieurs rues débouchant sur la rue du Molinel sont des évocations historiques, notamment la rue du Barbier-Maes, nommée d'après un perruquier lillois du siège de 1792 qui débouche sur la place du Vieux-Marché-aux-chevaux, l'une des plus pittoresques de Lille, la rue des Tanneurs, la rue de la Riviérette qui rappelle le passage d'une ancien petit cours d'eau, la rue du Plat qui tire son nom d'un « platch », étang en ancien français, asséché au XVIe siècle, la rue des Augustins à l'emplacement de l'ancien couvent des augustins, la rue Édouard-Delesalle où une plaque murale rappelle l'existence à son emplacement de l'ancien couvent des Capucins.

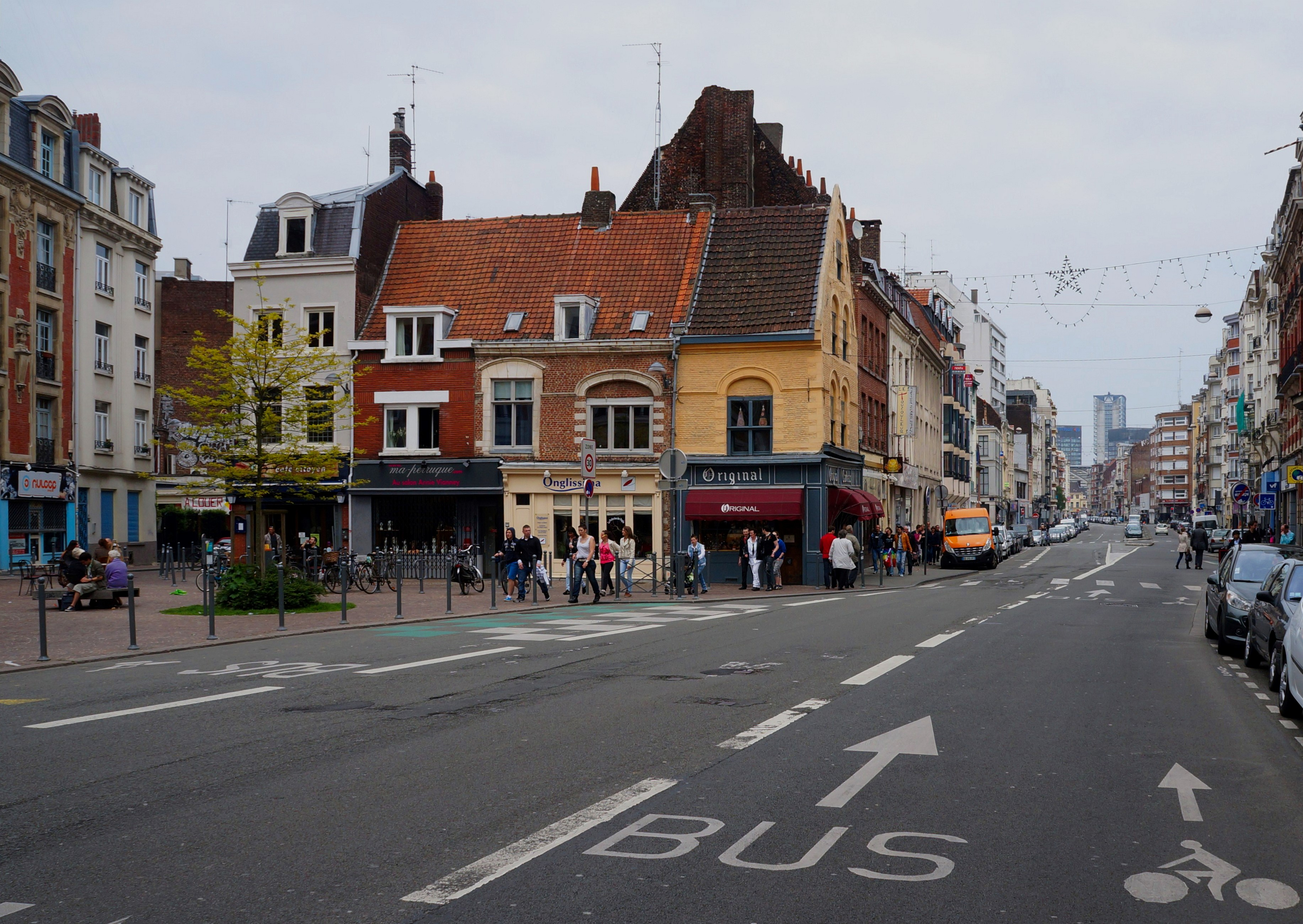
Rue du Molinel vue de la place du Vieux Marché aux chevaux vers la gare
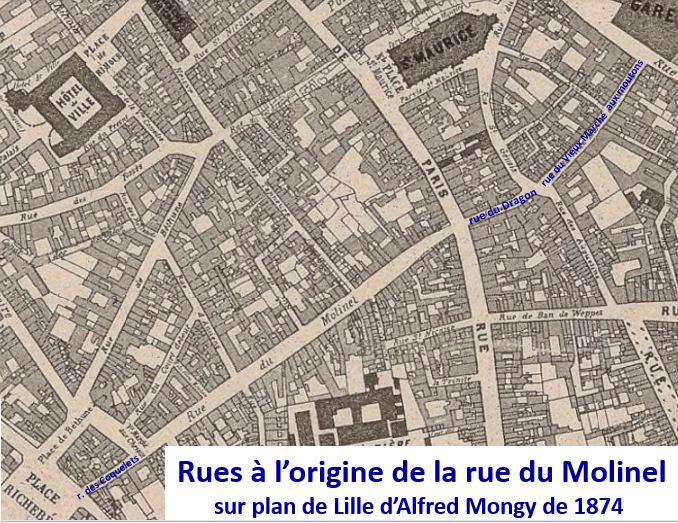
Anciennes rues ayant formé la rue du Molinel en 1924 sur plan de 1874
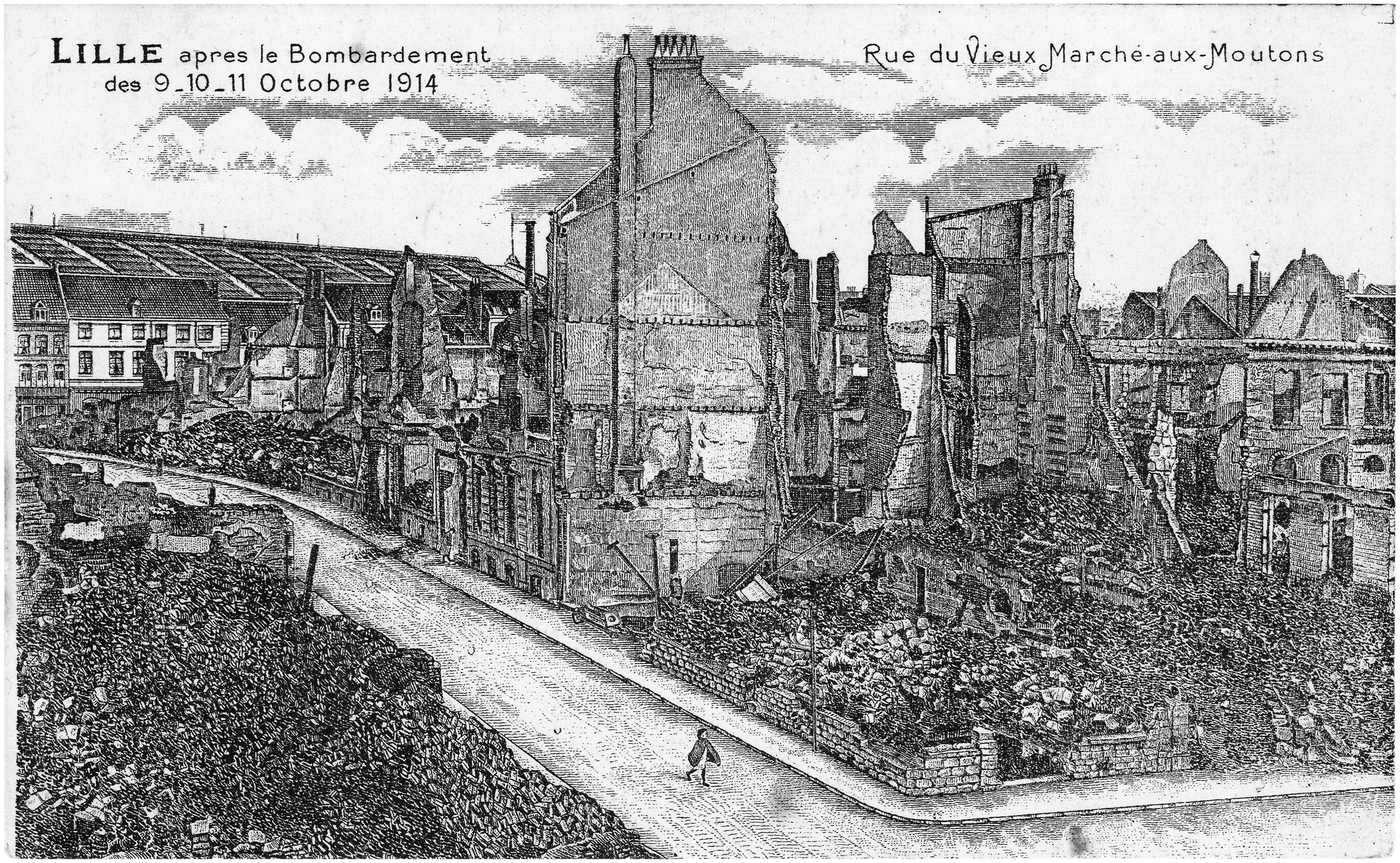
Rue du Vieux Marché aux Moutons en 1914
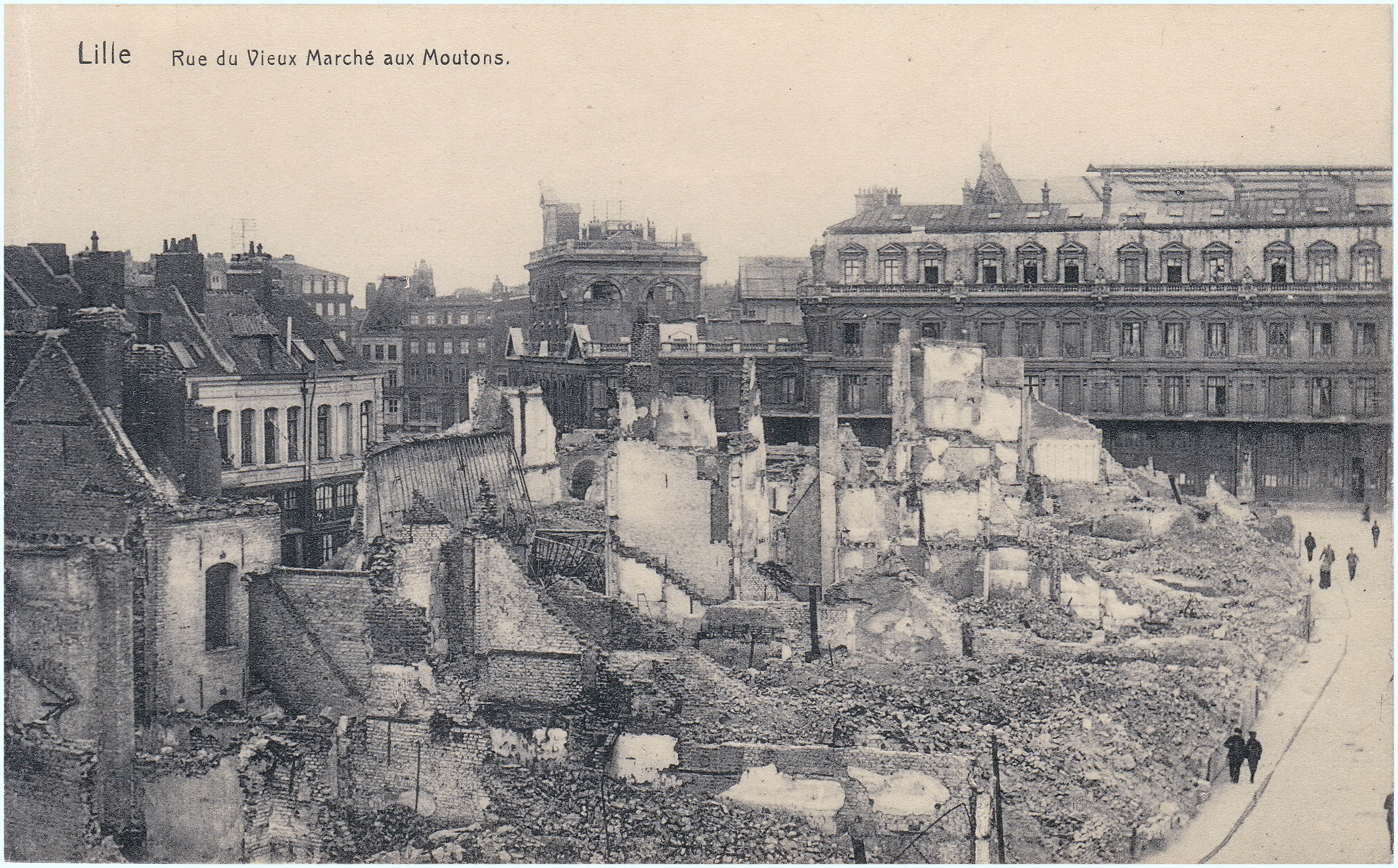
Rue du Vieux Marché aux Moutons en 1916

## Architecture et monuments
Presque entièrement détruite au cours de la Première Guerre mondiale, la rue du Molinel est reconstruite pour l'essentiel entre les deux guerres. Elle comprend ainsi de nombreux immeubles de style néo-régionaliste, de style Art déco et de style moderne. Plusieurs sont inscrits à l'inventaire du patrimoine architectural, urbain et paysager (IPAP) de la Métropole européenne de Lille.

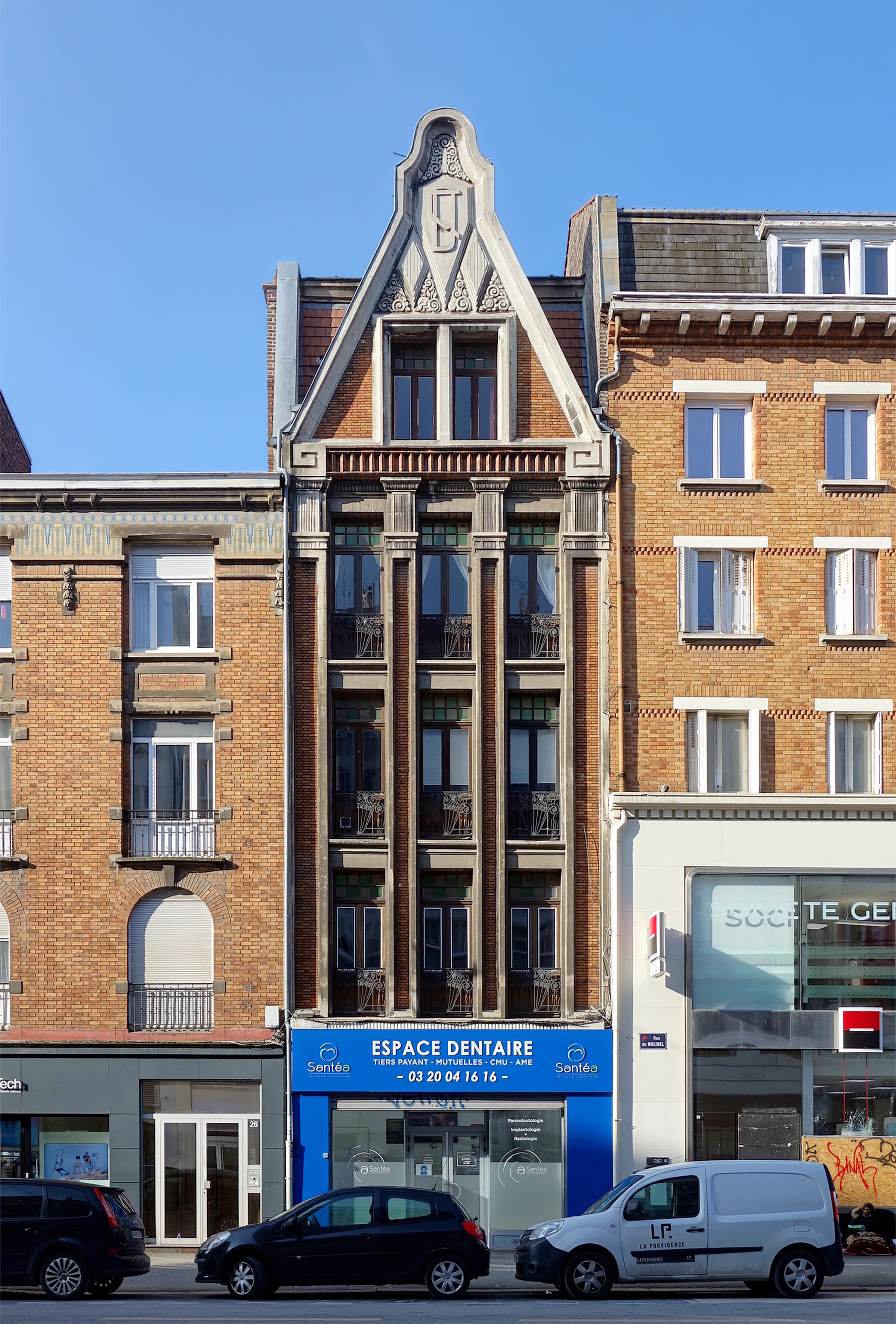
Immeuble art déco régionaliste, 24 rue du Molinel
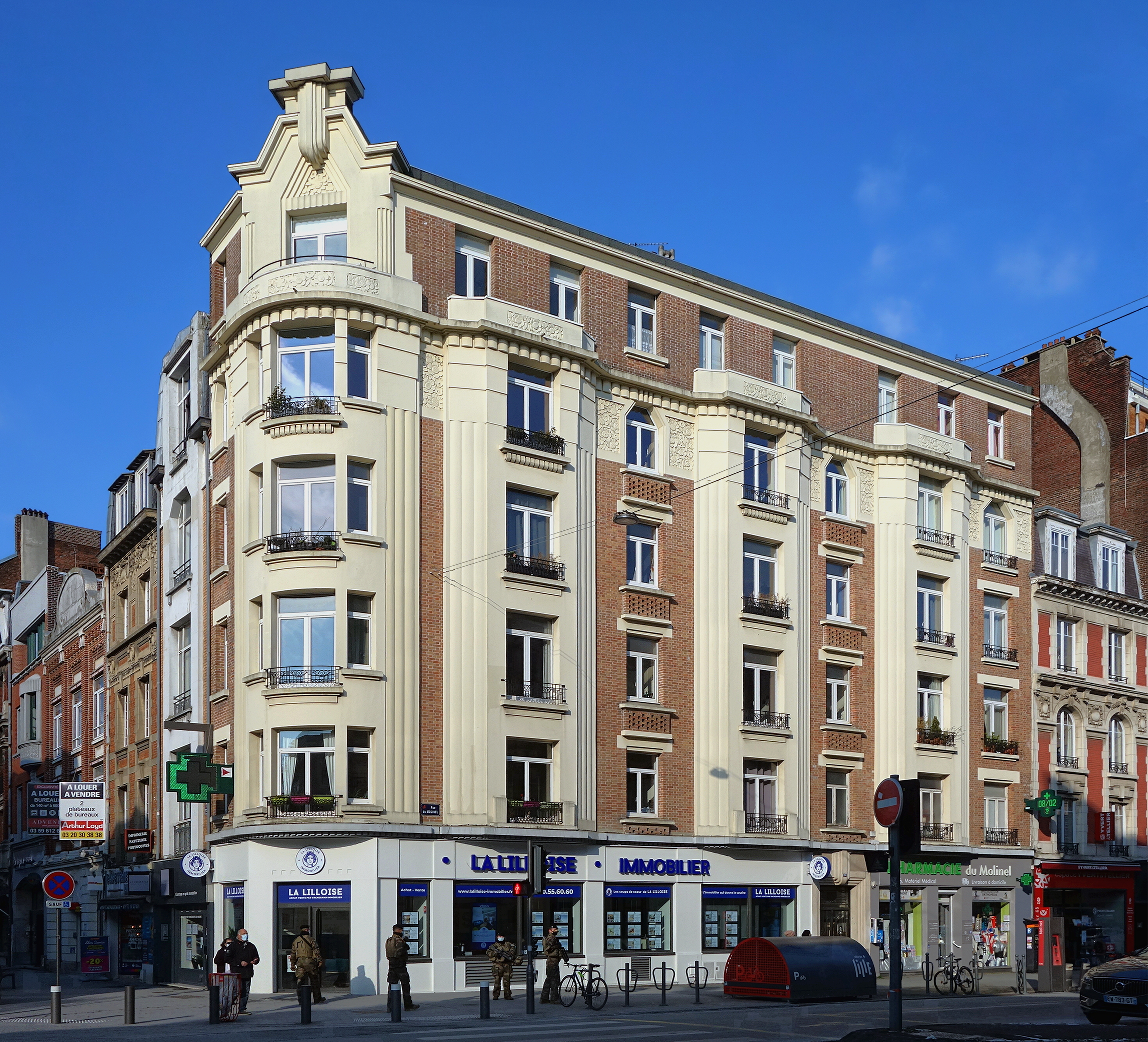
Immeuble art déco, 56-60 rue du Molinel
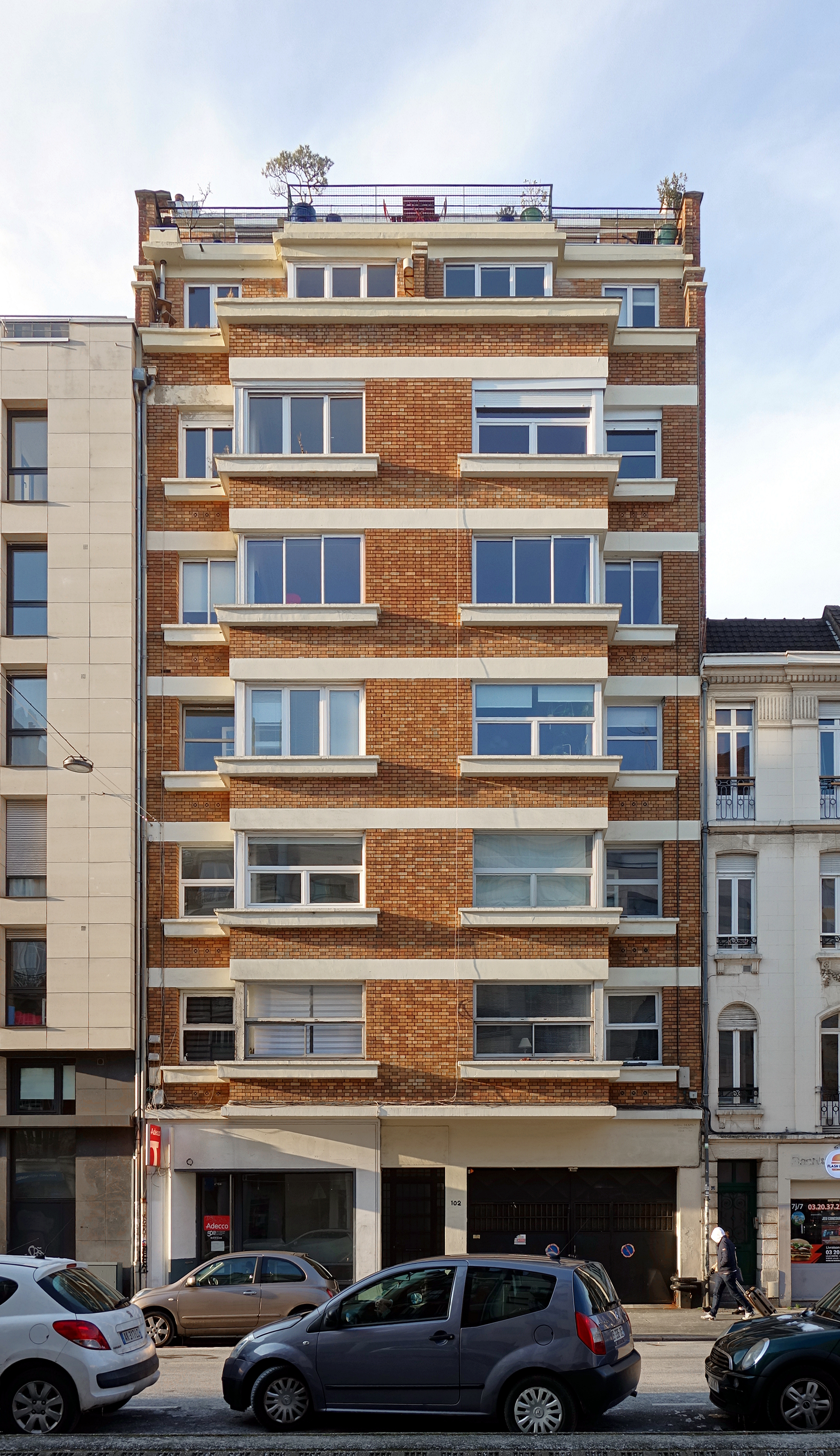
Immeuble mouvement moderne, 102-104 rue du Molinel

Au n°150 de la rue, le rang de maison de la première moitié du XVIIe siècle qui donne sur la place du Vieux-Marché-aux-Chevaux, aux n°9 à 17, a été préservé des destructions et est inscrit à l'inventaire supplémentaire des monuments historiques depuis 1979.

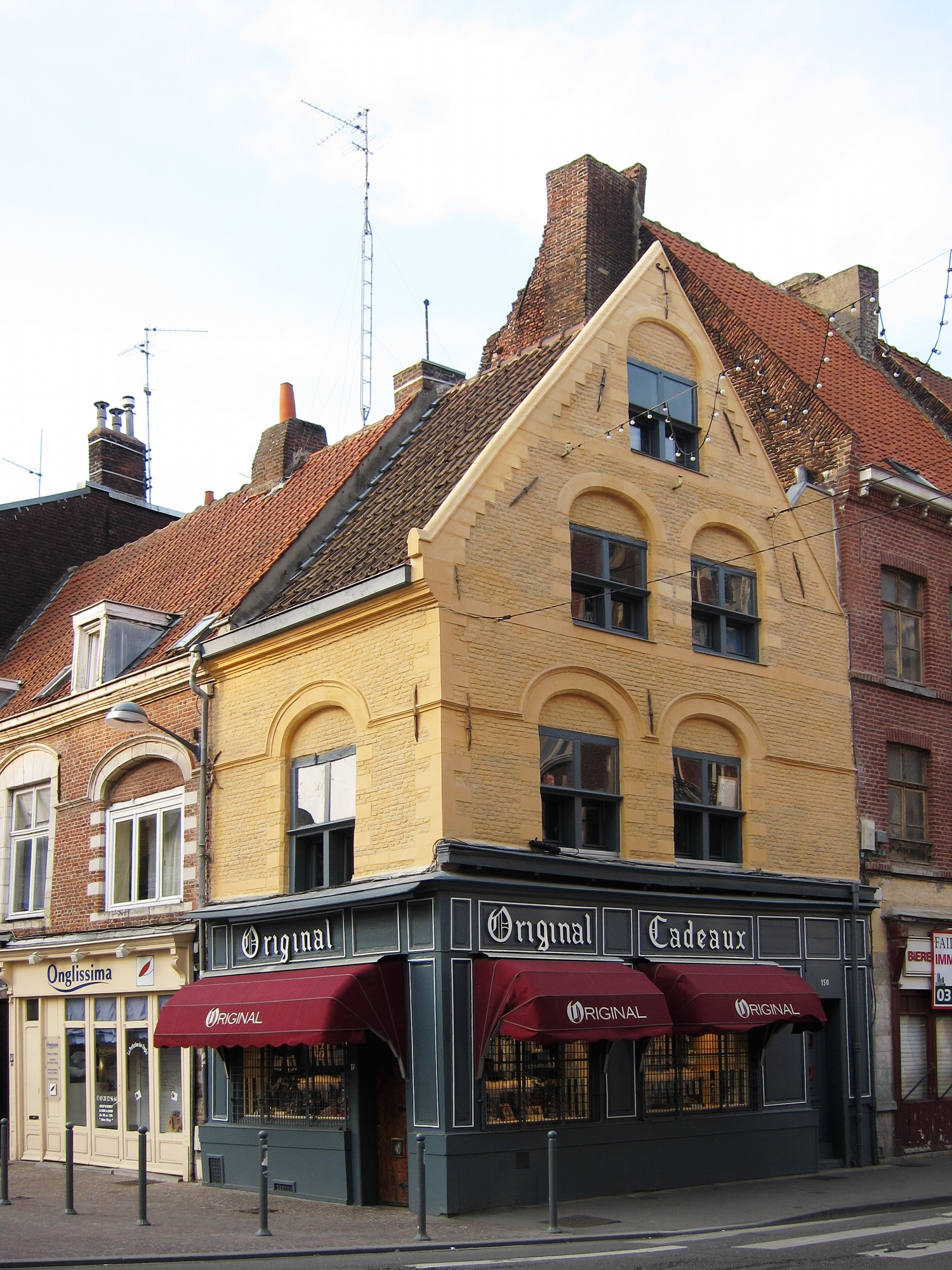
Maison, 150 rue du Molinel

## Divers
Dans la bande dessinée Le bleu est une couleur chaude de Jul' Maroh, cette rue est habitée par un des personnages principaux et y est même illustrée.